# Nakskov Fjord
Nakskov Fjord este o arie protejată (arie specială de conservare — SAC, sit de importanță comunitară — SCI) din Danemarca întinsă pe o suprafață de 8.195 ha, din care 92 % marine.

## Localizare
Centrul sitului Nakskov Fjord este situat la coordonatele 54°50′11″N 10°59′39″E / 54.836389°N 10.994167°E.

## Înființare
Situl Nakskov Fjord a fost declarat sit de importanță comunitară în mai 1998 pentru a proteja 1 specie de animale. Situl a fost protejat și ca arie specială de conservare în decembrie 2011.

## Biodiversitate
Situată în ecoregiunile continentală și marină baltică, aria protejată conține 19 habitate naturale: Lacuri și iazuri distrofice naturale, Golfuri mici largi și golfuri puțin adânci, Păduri de stejar sau de stejar și carpen sub-atlantice și medio-europene de Carpinion betuli, Salicornia și alte specii anuale care populează regiunile mlăștinoase și nisipoase, Dune mobile cu vegetație embrionară, Dune de coastă fixe cu vegetație erbacee („dune gri”), Dune mobile de-a lungul țărmului cu Ammophila arenaria („dune albe”), Pajiști uscate seminaturale și facies de acoperire cu tufișuri pe substraturi calcaroase (Festuco-Brometalia) (* situri importante pentru orhidee), Ape puternic oligomezotrofe cu vegetație bentonică cu Chara spp., Faleze cu vegetație de pe coastele atlantice și baltice, Lagune de coastă, Lacuri eutrofice naturale cu vegetație de tip Magnopotamion sau Hydrocharition, Recifuri, Bancuri de nisip acoperite în permanență slab de apă marină, Pășuni atlantice udate de apa mării (Glauco-Puccinellietalia maritimae), Vegetație anuală la limita mareei, Vegetație perenă pe țărmurile stâncoase, Formațiuni ierboase bogate în specii de Nardus, dezvoltate pe substraturi silicioase în zone montane (și în zone submontane, în Europa continentală), Terase mlăștinoase și terase nisipoase neacoperite de apă la reflux.
La baza desemnării sitului se află o specie protejată de  mamifere: marsuin (Phocoena phocoena).